# Río Pilcomayo
El río Pilcomayo, también llamado río Araguay, es un curso de agua de la cuenca del Plata que discurre por territorio de Bolivia, Argentina y Paraguay, sirviendo de frontera en parte de su curso. Tiene una longitud nominal de 1590 km, y drena una cuenca de 270 000 km². Es el único río del mundo que presenta el fenómeno de extinción del cauce por atarquinamiento.
En la cuenca alta, el Pilcomayo es un río de montaña, con sus nacientes en Bolivia a una altura que ronda los 3000 m s. n. m. y desciende hasta los 250 m en los alrededores de Misión La Paz, en territorio argentino. Al abandonar el chaco boliviano en la ciudad boliviana de Villa Montes, entra en la planicie del Chaco en dirección sureste, convirtiéndose en un río de llanura.

## Toponimia

Chulupíes, de pesca en el Río Pilcomayo, fotografiados en 1908.

El topónimo «pilcomayo» deriva del quechua: pishqu = pájaro, mayu= río, es decir «río de los pájaros», la denominación guaraní paraguayo es Araguay o -mejor- Araguaý que puede significar: ará: loro, guaý": río, es decir, «río de los loros», o bien ara: cielo, guá: lugar e y: agua, «Agua del cielo».
También existen otras definiciones del río. En el territorio guaraní, entre los departamentos de Chuquisaca y Tarija, se llama Itika.
En las llanuras chaqueñas de Bolivia los weenhayek o wichis lo llaman Tewok.
Durante la época colonial, el Pilcomayo fue también conocido con el nombre de Paspaya, también escrito Pazpaya.

## Geografía
El río Pilcomayo es un río de montaña y llanuras, cuyas fuentes se encuentran en la cordilleras centrales del Altiplano de Bolivia señalando luego los límites entre las regiones del Chaco Boreal, al norte, y el Chaco Central al sur.

### Curso superior
En su curso inicial fluye desde 4200 m s. n. m., teniendo sus nacientes en el lugar de la cordillera de los Andes llamado Chiurokho Pampa, (19°13′09″S 66°07′30″O / -19.21917, -66.12500), en el límite entre los departamentos bolivianos de Oruro y Potosí. Desde allí con dirección general este y sudeste, discurre por los departamentos de Potosí, Chuquisaca y Tarija llegando al Chaco Boreal y las llanuras al este. En este tramo el río sostiene, en algunas comunidades del este de Tarija, como la de Villa Montes, una pesquería de varias especies, entre ellas dorados, y la de Seira, ubicada a una distancia de 600 km de Villa Montes.

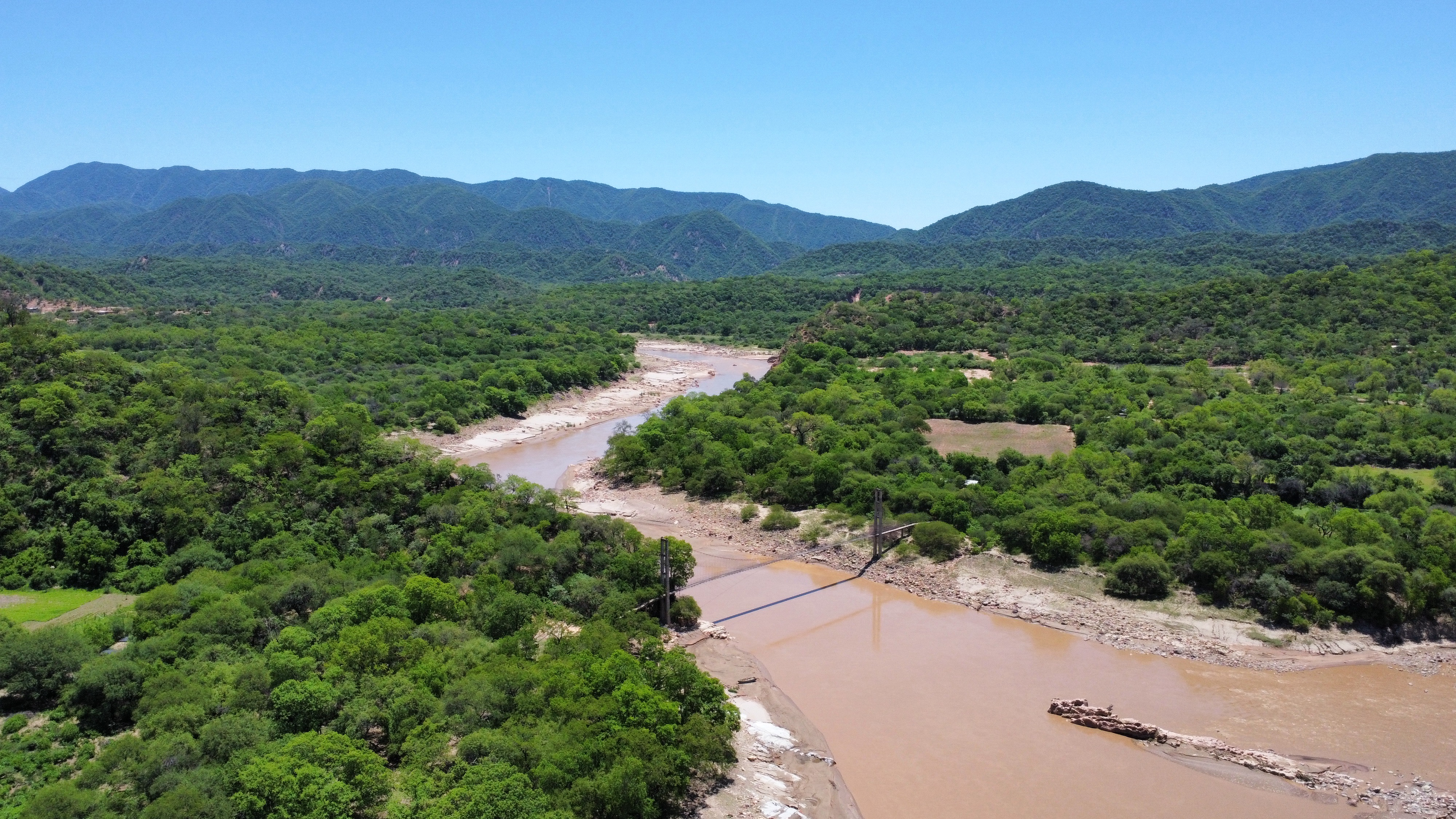
El río Pilcomayo, a su paso por el Área natural de manejo integrado Aguaragüe, en el Chaco boliviano.

El Pilcomayo abandona su curso de montaña en la ciudad boliviana de Villa Montes, ingresando en las llanuras del Gran Chaco. A la altura de la población boliviana de Ibibobo 21°32′S 62°59′O / -21.533, -62.983 se inicia el abanico aluvial de desbordes del Pilcomayo hacia el Gran Chaco. En la zona del hito Esmeralda el río sufre un taponamiento natural de su cauce debido al sedimento arrastrado. Hacia principios del siglo XX el Pilcomayo superior desembocaba en una serie de lagunas que daban inicio al estero Patiño, que la Comisión Mixta Argentina Paraguaya de límites estableció en 1906 que se iniciaba a los 24°00′34″S 60°20′00″O / -24.00944, -60.33333 en la hoy seca laguna Parantina. La continuidad del Pilcomayo se deba mediante esteros hasta la formación de los brazos Sur y Norte del Pilcomayo inferior. La laguna Parantina daba origen al río Confuso, que desagua en el río Paraguay, alimentando también el estero Patiño al riacho Porteño.
Durante la primera mitad del siglo XX el Pilcomayo superior cambió su curso muchas veces. Hacia 1933 el río abandonaba el límite internacional e ingresaba en territorio argentino en Puesto Horqueta, siguiendo por el hoy llamado cauce seco del Pilcomayo hasta la laguna Parantina. Este cauce está seco desde 1933, cuando se produjo la división del cauce superior al este de Fortín Nuevo Pilcomayo (23°52′06″S 60°50′11″O / -23.86833, -60.83639), formándose un estero Norte y uno Sur que se reunían en el estero Patiño. Desde 1945 el estero Norte capta la totalidad del río, que forma el bañado de Tinfunké en Paraguay. A partir de 1964 se formó permanentemente el bañado La Estrella en territorio argentino, desaguando el río en ese estero, dejando de afluir hacia territorio paraguayo, y comenzó la desecación del estero Patiño. 
A partir de 1975 el mayor caudal de aguas se trasladó. En 1980 el gobierno de Formosa construyó los canales de derivación Chañar Bayo I, II y III que derivaban parte de las aguas de desborde a territorio argentino, pero hacia 1980 las inundaciones hicieron que esos canales captaran la totalidad de las aguas generando un conflicto diplomático que llevó al cierre de los canales entre 1981 y 1982. Tras un acuerdo bilateral se llevó adelante el Proyecto Pantalón, por lo que en 1991 fueron inaugurados dos canales, uno del lado argentino y otro del paraguayo, para derivar lateralmente las aguas y los sedimentos en el punto de taponamiento del cauce. Un nuevo canal paraguayo fue inaugurado en 1993 para asegurar un reparto equitativo de las aguas. El canal argentino se taponó en 1995 haciendo que la mayor parte del caudal fuera al lado paraguayo, por lo que en 1997 se habilitó el canal Farías, que provocó el desecamiento del paraguayo y su traslado a una nueva embocadura aguas arriba en 2009. Esta nueva obra generó el desecamiento del canal argentino, que desemboca en el bañado La Estrella.

### Curso inferior

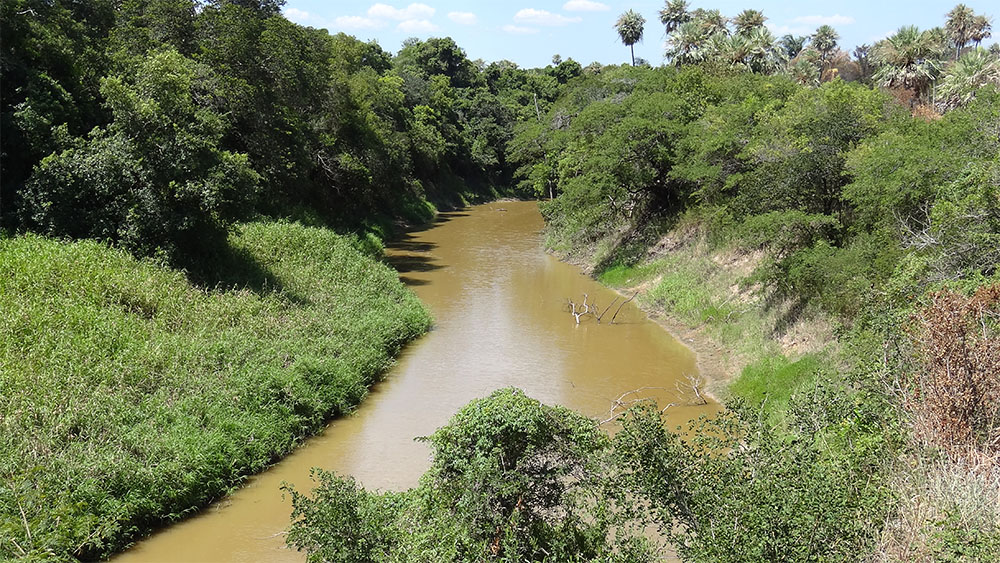
El Río Pilcomayo en su paso por el parque nacional Río Pilcomayo

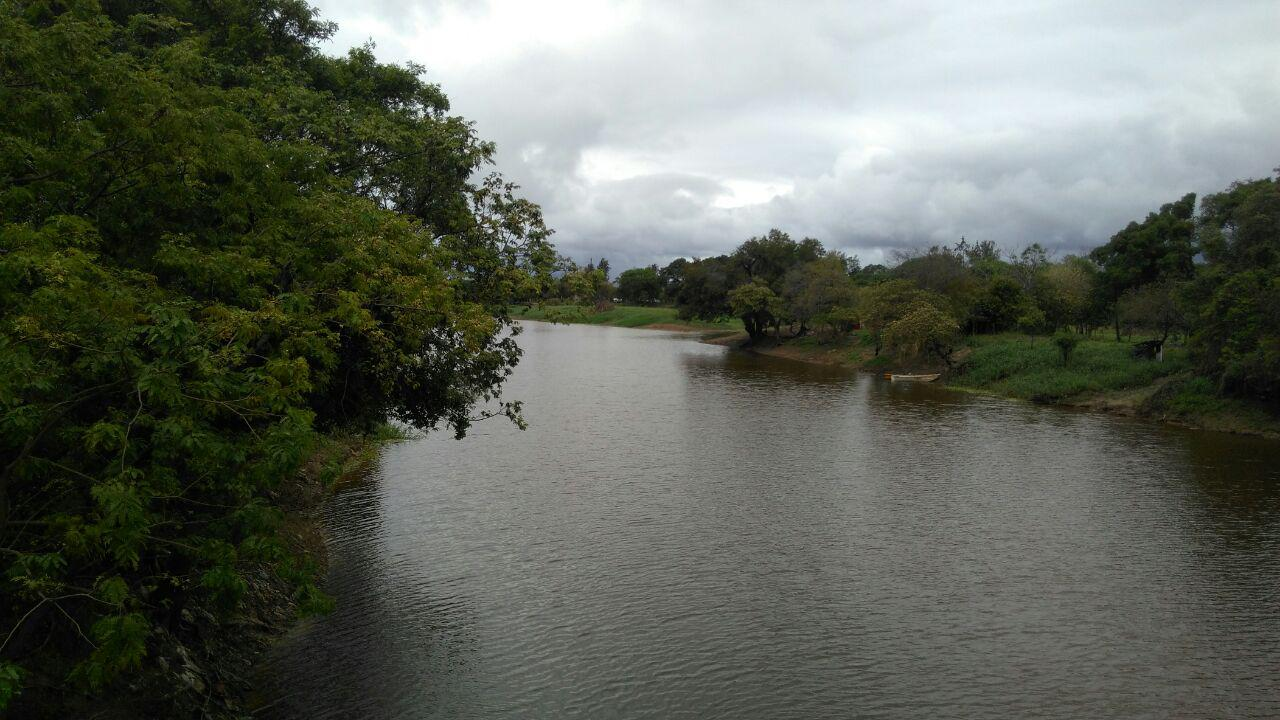
Vista de la parte inferior del río Pilcomayo desde el Puente San Ignacio de Loyola

Desde el estero Patiño el Pilcomayo retoma su curso en dos brazos: Norte y Sur. Este sirve de frontera natural entre Argentina y Paraguay hasta reunirse con el brazo Norte, reunificando el río fronterizo hasta su desembocadura en el río Paraguay casi frente a la ciudad argentina de Clorinda, muy cerca de Asunción, tras un recorrido muy sinuoso de aproximadamente 1590 km. 
Dentro del territorio paraguayo, en el sector norte de los esteros de Patiño, se encuentra el parque nacional Tinfunqué.

## Estado de las aguas

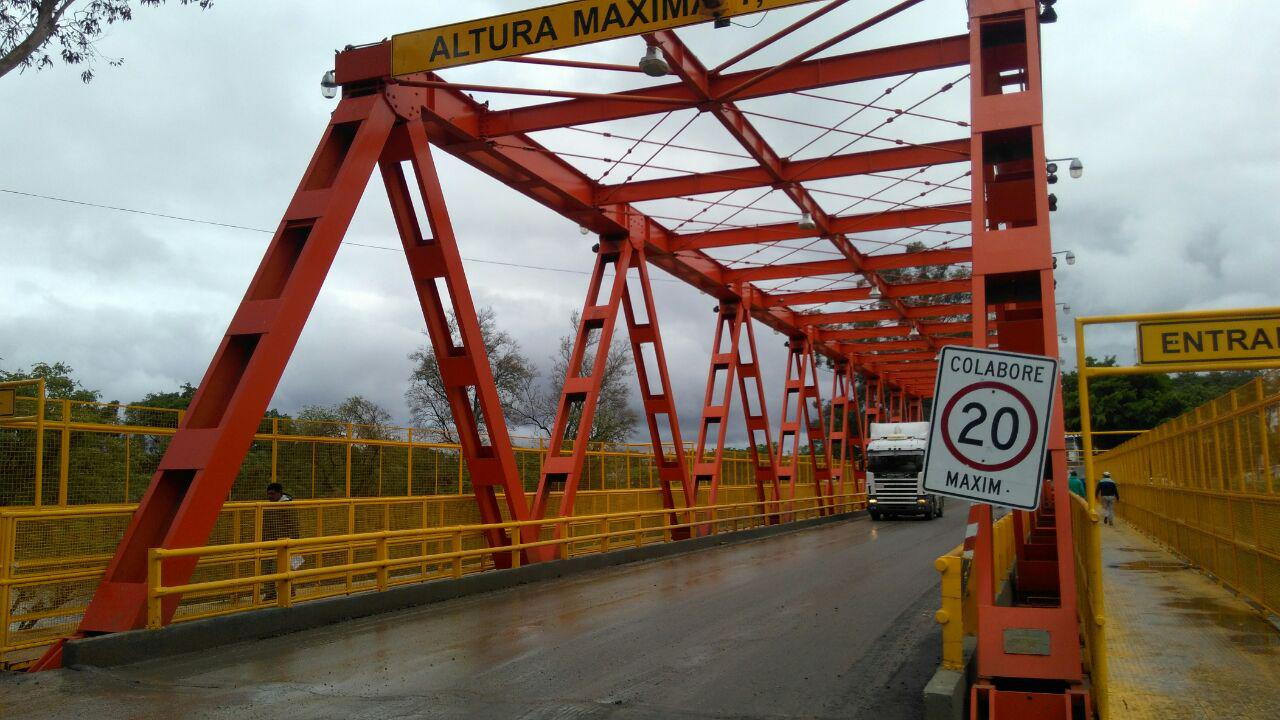
Puente San Ignacio de Loyola entre Clorinda y José Falcón.

A lo largo del siglo XX, y especialmente a finales del mismo, el río se ha visto muy afectado por la contaminación provocada por el vertido de escorias mineras y efluentes semicloacales en la zona andina de Bolivia en el departamento de Potosí, afectando las zonas aguas abajo, en especial la zona del Chaco boliviano al sur del país, mientras que las aguas de su curso medio (al sur del 22° S) han desaparecido casi debido a los desvíos artificiales de agua hacia el Chaco Boreal.
Se constituyó un proyecto trinacional para la creación de un plan maestro que permita hacer uso del Pilcomayo. El río Pilcomayo, como otros ríos de la región chaqueña se desborda durante las lluvias invernales ocurridas en sus cuenca altas andinas o precordilleranas.

### Transporte sólido
El Pilcomayo es uno de los ríos que transporta mayor cantidad de sedimentos en el mundo, con una tasa media anual de 125 millones de toneladas. Esta cantidad elevada de sedimentos produce un fenómeno de atarquinamiento. El río pierde sus características de escurrimiento unidimensional en el área de llanura entre Argentina y Paraguay y se convierte en un abanico fluvial, siendo este el mayor mega-abanico fluvial del mundo.[cita requerida]
El fenómeno de extinción del cauce por atarquinamiento ha generado un retroceso del mismo de 292 km desde el año 1900 hasta el 2006, produciéndose un retroceso medio anual de 2,75 km aproximadamente. Si bien el río Pilcomayo correspondía al límite político entre Argentina y Paraguay y desembocaba en el río Paraguay, actualmente las aguas del Pilcomayo escurren hacia el bañado La Estrella, en Argentina, y/o el Chaco Paraguayo (estero Patiño) mediante canalizaciones que requieren de un permanente mantenimiento.
Ese gran aporte sólido ocasiona cambios morfológicos en los cauces, en los cuerpos de agua y en la altimetría de la planicie de inundación a escala anual, lo que genera desbordes y anegamientos con consecuentes daños a la población, deterioro de infraestructura y afectación de la actividad económica.
El llamado “Pilcomayo inferior” -uno de los numerosos riachos que drenan el Chaco y desembocan en el río Paraguay- parece hidrológicamente desconectado del río superior.

## Problemas medioambientales
El río Pilcomayo enfrenta serias amenazas medioambientales derivadas de la deforestación, la contaminación por agroquímicos y metales pesados, y los efectos del cambio climático. La expansión agropecuaria y la tala indiscriminada han fragmentado los ecosistemas ribereños, debilitando la protección natural del río y afectando la conectividad ecológica. La degradación de humedales, la disminución del caudal, el aumento de sedimentos y la pérdida de biodiversidad han impactado tanto a la fauna como a las comunidades indígenas que dependen del río para su subsistencia. Además, fenómenos como la “borrachera” de peces y las inundaciones prolongadas evidencian un grave deterioro ambiental.

### Contaminación
Debido a la contaminación con compuestos metálicos altamente tóxicos, como plata, arsénico, cadmio, mercurio, plomo y zinc, provenientes de las operaciones mineras bolivianas en el Altiplano andino, el Alto Pilcomayo es actualmente uno de los ríos más contaminados del mundo. Las mineras son acusadas reiteradamente de ignorar las regulaciones y de no hacer lo suficiente para proteger el río. Se cree que se vierten aguas residuales altamente contaminadas sin tratamiento. Por ejemplo, el gobierno departamental de Tarija realiza mediciones periódicas y detectó niveles significativamente elevados de plomo y mercurio en peces en 2023.